# Molinos (Chile)
Molinos es una localidad ubicada en la comuna de Arica, Provincia de Arica, al extremo norte de la Región de Arica y Parinacota.
Está ubicado en la ribera sur del río Lluta en una estribación del valle de Lluta, al suroeste de Sora.

## Iglesia de Molinos
La capilla de Santa Virgen Peregrina data del siglo XVIII. Está situada en el faldeo sur del río que da origen al valle. Está construida enteramente de adobe con la arquitectura propia de la región.

## Demografía
| Coordenadas                                  | Localidad | Categoría | Población (censo 2002) | Población masculina | Población femenina | Viviendas (censo 2002) |
| -------------------------------------------- | --------- | --------- | ---------------------- | ------------------- | ------------------ | ---------------------- |
| 18°22′50″S 69°56′40″O / -18.38056, -69.94444 | Molinos   | Caserío   | 39                     | 30                  | 9                  | 32                     |